# Geschäftsprozesse zur Kundenbelieferung mit Elektrizität
Die Geschäftsprozesse zur Kundenbelieferung mit Elektrizität (GPKE) sind durch einen Beschluss der Bundesnetzagentur vorgegebene Prozesse, die von den Marktteilnehmern eingehalten werden müssen. Sie haben das Ziel einer Vereinheitlichung von Geschäftsprozessen und Datenformaten bei der Abwicklung der Versorgung von Kunden mit Elektrizität im liberalisierten Strommarkt. Diese Prozesse werden in einem Dokument beschrieben, das als Anlage zu einem Beschluss der Bundesnetzagentur veröffentlicht wurde und immer wieder durch weitere Beschlüsse aktualisiert wurde.

## Gesetzlicher Hintergrund
Die Bundesnetzagentur ist durch das geltende Energiewirtschaftsgesetz und die Stromnetzzugangsverordnung zum Beschluss verbindlicher Vorgaben berechtigt. Am 11. Juli 2006 erging der Beschluss zur Festlegung zu den Geschäftsprozessen und Datenformaten, der die in seiner Anlage GPKE beschriebenen Prozesse verbindlich vorgab. Die GPKE wurden durch weitere Beschlüsse der Bundesnetzagentur immer wieder aktualisiert. Ziel dieses Beschluss war die Vereinheitlichung von Prozessen und Datenformaten, um die Markteintrittshürden für neue Anbieter zu verringern oder beseitigen. Der dazu analoge Beschluss für den Gasmarkt wurde am 21. Dezember 2006 veröffentlicht unter dem Namen Geschäftsprozesse Lieferantenwechsel Gas (GeLi Gas).

## Regelungsgegenstände
Nach allgemeinen Begriffsdefinitionen und der Beschreibung der Marktrollen (Netzbetreiber, Lieferant etc.) enthält das Dokument eine Vielzahl von Prozessbeschreibungen. Die Prozesse werden durch Sequenzdiagramme dargestellt, in Beschreibungen werden die einzelnen Schritte genauer erläutert und einzuhaltenden Fristen definiert.
Die Prozessbeschreibungen regeln dabei die folgenden energiefachlichen Prozesse:
- Kündigung
- Lieferende
- Lieferbeginn
- Ersatzversorgung
- Zählerstand- und Zählwertübermittlung/Messwertübermittlung
- Netznutzungsabrechnung
- Stammdatenänderung
- Geschäftsdatenanfrage
- Bestandsliste

Die in diesen Prozessen zu verwendende Datenformate werden in der GPKE nicht beschrieben. Diese werden von den Verbänden erarbeitet, im Forum EDI@Energy veröffentlicht und ebenfalls verbindlich vorgegeben durch Beschlüsse der Bundesnetzagentur.